# Запобіжний захід (фільм)
«Запобіжний захід» (рос. «Мера пресечения») — радянський телевізійний художній фільм, знятий у 1983 році режисером Львом Цуцульковським за мотивами однойменної повісті Володимира Добровольського.

## Сюжет
Психологічна драма. В ході судового процесу, який розглядає розкрадання на комбінаті, з'ясовується, що головний інженер Чистухін, який взяв всю провину на себе — невинний. Злочин скоїла нечистий на руку керівник комбінату Муравйова. Це вона підставила невинного головного інженера за допомогою тих, хто сидить на лаві підсудних. Чистухін колись був закоханий в неї, цим і намагається зараз скористатися Муравйова… Психологічні портрети багатьох учасників цього процесу розкриваються в ході судового розгляду.

## У ролях
- Ірина Мірошниченко —  Антоніна Степанівна Муравйова, директор комбінату
- Андрій Толубєєв —  Ростислав Федорович Чистухін, головний інженер комбінату
- Ірина Акулова —  Тетяна Чистухіна, дружина головного інженера
- Геннадій Богачов —  Павло
- Роза Балашова —  мати Муравйової
- Валерій Івченко —  Георгій Омелянович Рудич, директор фабрики в місті Реченську
- Всеволод Кузнецов —  адвокат
- Сергій Лосєв —  суддя
- Сергій Філіппов —  продавець брошки
- Людмила Ксенофонтова —  мати Павла
- Борис Соколов —  Яків Антонович Хухрій, начальник цеху, підсудний
- Марина Мальцева —  свідок
- Віктор Сухоруков —  підсудний
- Юрій Орлов —  адвокат

## Знімальна група
- Режисер — Лев Цуцульковський
- Сценарист — Альбіна Шульгіна
- Оператор — Валерій Смирнов
- Композитор — Владислав Успенський
- Художник — Олександр Яскевич